# Liosteburia bleuzeni
Liosteburia bleuzeni är en skalbaggsart som beskrevs av Tavakilian och Monné 1991. Liosteburia bleuzeni ingår i släktet Liosteburia och familjen långhorningar. Inga underarter finns listade i Catalogue of Life.